# Tennessee Williams

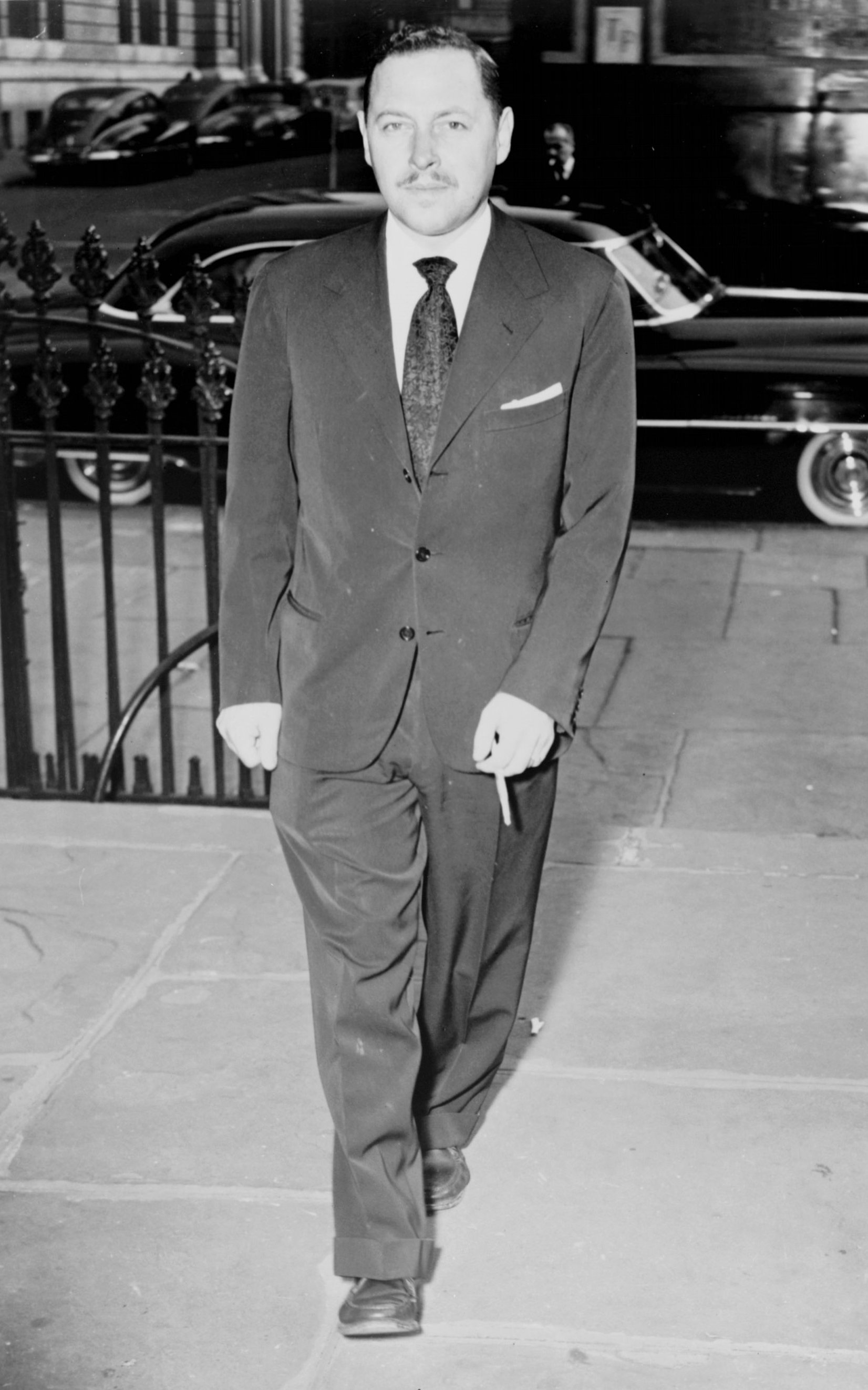
Tennessee Williams (1953)

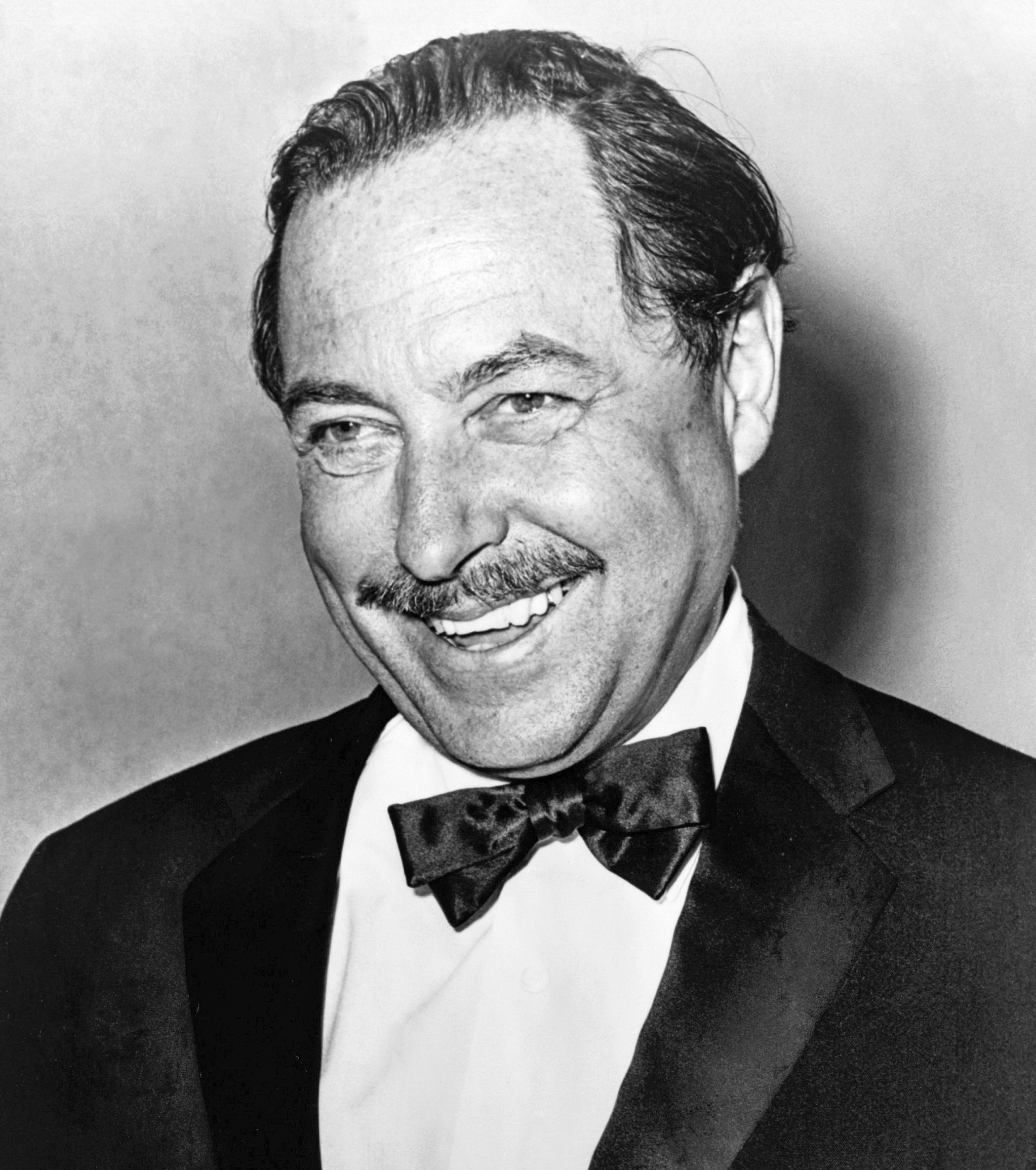
Tennessee Williams (1965)

Tennessee Williams, eigentlich Thomas Lanier Williams III, (* 26. März 1911 in Columbus, Mississippi; † 25. Februar 1983 in New York City, New York) war ein US-amerikanischer Schriftsteller. Den Spitznamen „Tennessee“ erhielt er von einem Collegefreund an der University of Missouri, der den im Bundesstaat Mississippi verbreiteten Akzent, den Williams sprach, irrtümlicherweise für den des Bundesstaates Tennessee hielt. Seine Großeltern, die er oft und gern besuchte, lebten in Mississippi, was für seinen Akzent prägend war. 1944 führte das in Hollywood zunächst abgelehnte Script für Die Glasmenagerie in Chicago zu Williams’ erstem Bühnenerfolg. Das Stück Die tätowierte Rose (seinem Lebensgefährten Frank Merlo gewidmet) erhielt den Tony Award als bestes Schauspiel. Es wurde 1950 ebenfalls in Chicago uraufgeführt. Kritiker definieren den Stil seiner Schauspiele als „Southern Gothic“ („Südstaatengotik“). 1948 und 1955 wurde Williams für seine Stücke Endstation Sehnsucht (A Streetcar Named Desire) und Die Katze auf dem heißen Blechdach (Cat on a Hot Tin Roof) mit dem Pulitzerpreis ausgezeichnet.

## Leben

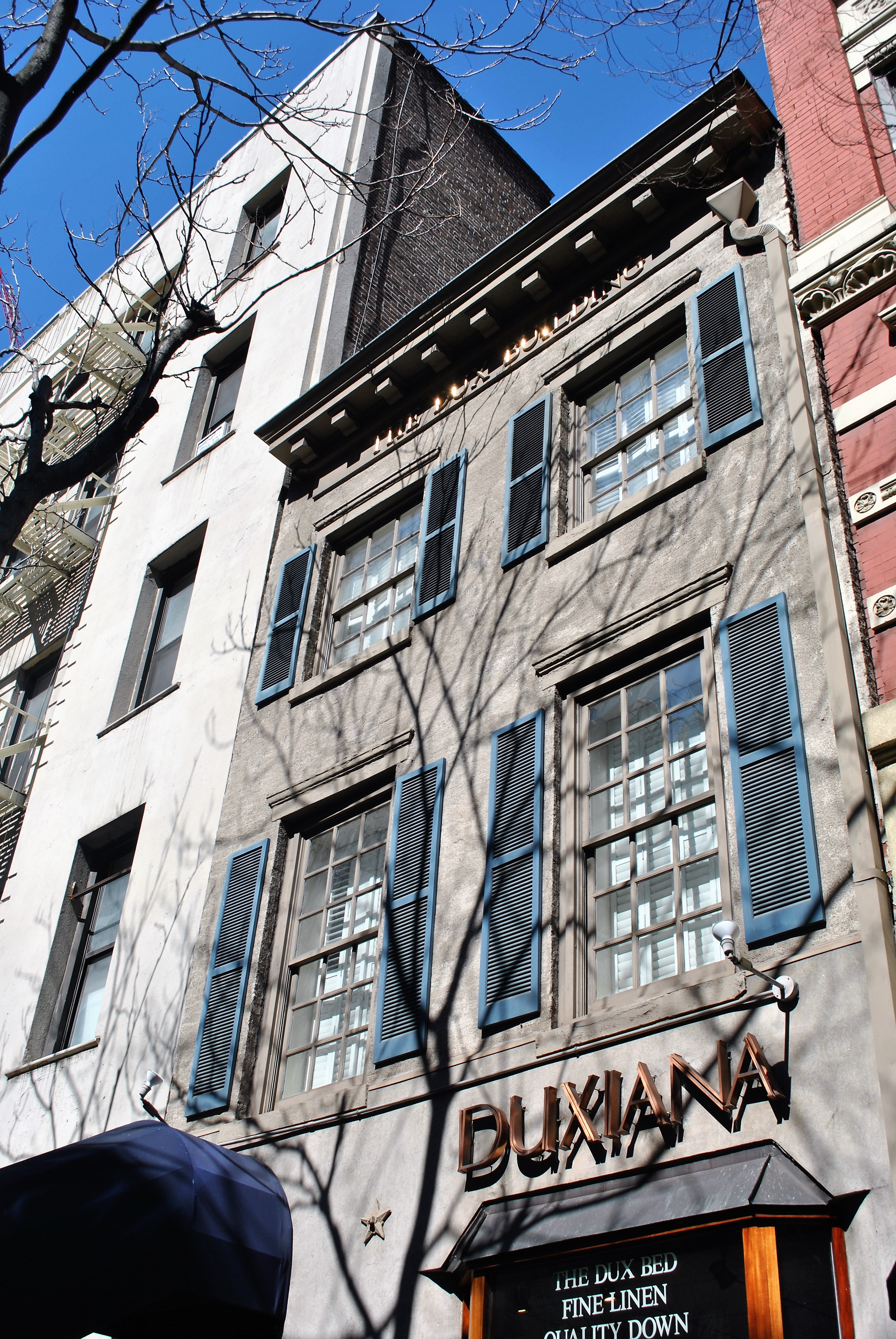
New York, 235 East 58th Street, Haus von Tennessee Williams, in dem er 1948 bis 1951 mit seinem Partner Frank Merlo lebte

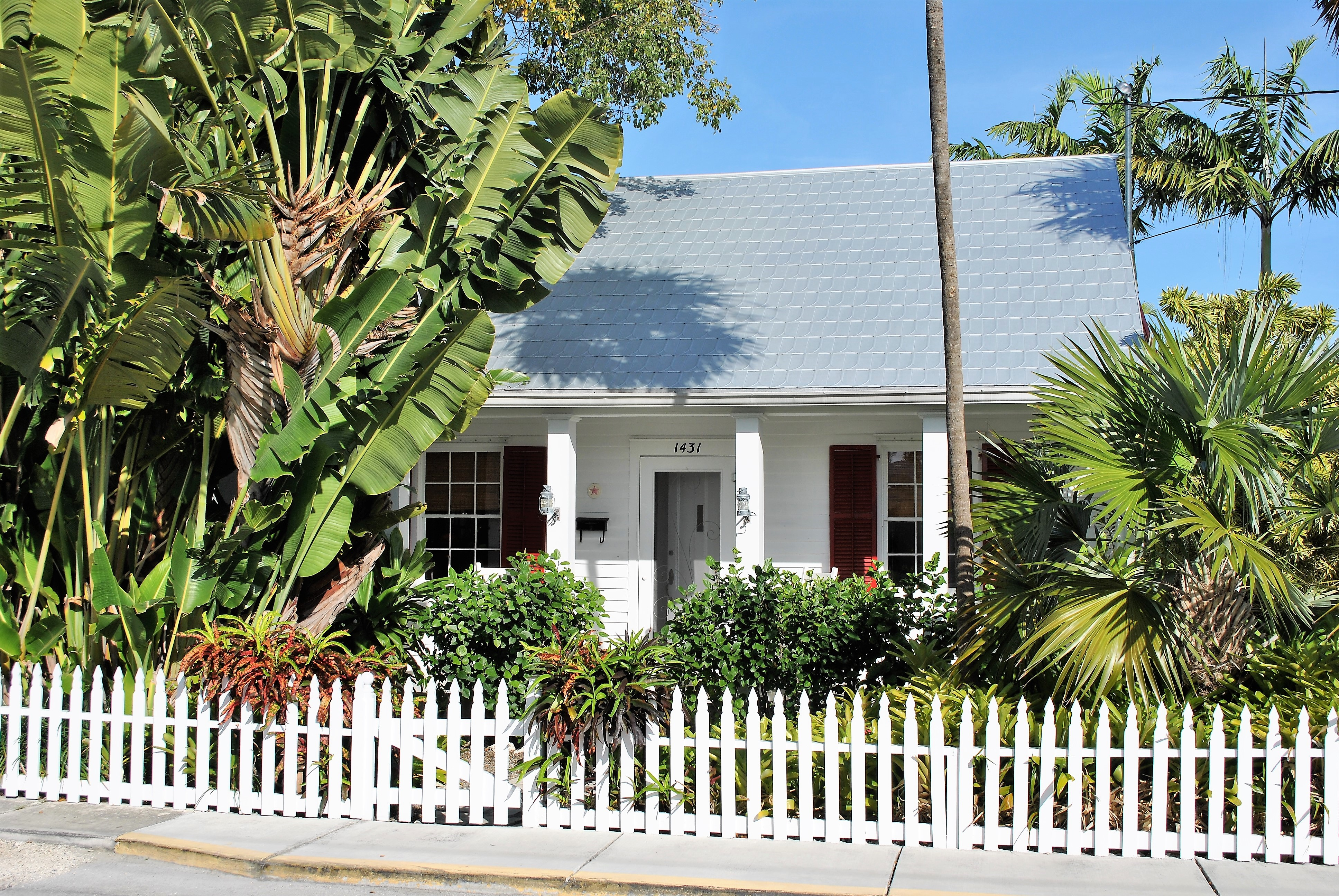
Key West, 1431 Duncan Street, Williams’ Haus der Jahre 1951 bis 1983

Tennessee Williams, zweites Kind von Cornelius Coffin Williams und Edwina Dakin, verbrachte seine Kindheit in Columbus/Mississippi. Sein Vater war dort bei einer Telefongesellschaft angestellt, während seine Mutter, die Tochter eines hoch angesehenen episkopalischen Geistlichen, als eine typische verzogene, lebensunpraktische und neurotische Southern Belle galt. Die Ehe der Eltern war nicht sonderlich glücklich, und die Mutter verbrachte viel Zeit mit den Kindern in dem Pfarrhaus der Großeltern, da sie deren soziales Ansehen in der Kleinstadt sehr genoss. Als Williams acht Jahre alt war, nahm der Vater 1919 eine neue Stelle als Schuhverkäufer in St. Louis im US-Bundesstaat Missouri an, was einen Umzug der Familie dorthin zur Folge hatte. Williams verbrachte seine Jugend in St. Louis in beengten, ärmlichen Verhältnissen. Als sich die Beziehung der Eltern weiter verschlechterte, begann sein Vater zu trinken und führte ein relativ unstetes Leben.
Von 1929 bis 1932 studierte Williams Publizistik und Theaterwissenschaften an der University of Missouri-Columbia. Nach Abbruch des Studiums verdiente er seinen Lebensunterhalt zunächst als Arbeiter in einer Schuhfabrik. In New York besuchte er die Kurse von Erwin Piscator für junge Dramatiker. 1940 erhielt Williams ein Stipendium der Rockefeller Foundation und verfasste sein bedeutsameres Bühnenwerk Battle of Angels. Bevor Williams 1944 mit Die Glasmenagerie seinen ersten Bühnenerfolg feiern konnte, wurde das Manuskript für dieses Stück während eines kurzen, erfolglosen Aufenthalts in Hollywood abgelehnt. 1945 wurde das Werk mit dem New York Drama Critics’ Circle Award ausgezeichnet.
Seine schwierigen Familienverhältnisse finden teilweise Widerhall in seinem schriftstellerischen Werk. Der Vater Cornelius Williams schlug seine Kinder. Die Mutter, Edwina Williams, stammte aus einer vormals wohlhabenden Südstaatenfamilie. Sein jüngerer Bruder, Dakin Williams, wurde vom Vater gegenüber Tennessee bevorzugt. Seine große Schwester, Rose Williams, war psychisch krank und emotional instabil und verbrachte daher einen Großteil ihres Lebens unter ärztlicher Aufsicht. Dass an ihr eine Lobotomie vorgenommen wurde, zu der die Eltern ihr Einverständnis gegeben hatten, verzieh ihnen Tennessee Williams nie.
Die Figuren in Williams’ Theaterstücken werden häufig im Zusammenhang mit seinem Familienhintergrund angesehen. So wird Laura Wingfield in The Glass Menagerie als von seiner Schwester Rose inspiriert angesehen und Amanda Wingfield als von seiner Mutter. Andere Figuren, wie etwa Tom Wingfield in Die Glasmenagerie und Sebastian in Suddenly, Last Summer, gelten ebenfalls als autobiographisch beeinflusst. Auch Brick Pollitt, die Hauptfigur in Cat on a Hot Tin Roof, weist starke autobiographische Züge auf. Vor allem jedoch war Williams ein Autor des amerikanischen Südens. New Orleans, das Delta des Mississippi und die Küste des Golfs von Mexiko sind Schauplätze seiner Stücke. Das Bild der puritanisch-bürgerlichen Südstaatengesellschaft diente ihm neben autobiographischen Bezügen als Vorlage für zahlreiche Theaterstücke.
In seinen Memoiren behauptet Williams, dass er bereits als Teenager sexuell aktiv geworden sei. Sein Biograph Lyle Leverich geht dagegen davon aus, dass er erst als Endzwanziger sexuelle Erfahrungen hatte. Williams’ wichtigste homosexuelle Beziehung war die zu seinem Sekretär Frank Merlo. Sie begann 1947 und endete im Jahre 1961. Merlos Krebstod im Jahr 1963 stürzte Williams in eine sieben Jahre andauernde Depression. Während der Zeit ihrer Beziehung gab Merlo Williams emotionale Stabilität, die damals entstandenen Werke gelten als seine besten.
1950 kaufte Williams ein Haus in Key West, Florida, 1431 Duncan Street, in dem er die folgenden Jahre bis zu seinem Tod überwiegend lebte.
1952 wurde er in die American Academy of Arts and Letters und 1962 in die American Academy of Arts and Sciences gewählt. Er verbrachte viele Jahre in Rom; mit der italienischen Schauspielerin Anna Magnani verband ihn eine tiefe Freundschaft. Für sie schrieb er die Stücke The Rose Tattoo (Die tätowierte Rose) und Orpheus Descending (Orpheus steigt herab), in denen sie jeweils die Hauptrolle spielte.
Im Januar 1979 wurde Williams in Key West Opfer homophober Gewalt. Fünf Jugendliche schlugen auf Williams ein, der aber keine schweren Verletzungen erlitt. Der Tat war eine Zeitungsanzeige gegen Homosexualität vorausgegangen, die ein örtlicher Baptistenprediger geschaltet hatte und die mehrere tätliche Übergriffe zur Folge hatte.
Tennessee Williams verstarb am 25. Februar 1983 im Alter von 71 Jahren während eines Aufenthalts in New York in seiner Suite im Hotel Elysée. Nach dem gerichtsmedizinischen Bericht erstickte er am Verschluss einer Flasche mit Barbituraten, die er wohl eingenommen hatte, da sie in seinem Körper nachgewiesen wurden. Tennessee Williams wurde in St. Louis beigesetzt.

## Werke

### Theaterstücke (Auswahl)
- 1937: Candle to the Sun (Licht unter Tage)
- 1937: Springstorm (Frühlingsstürme)
- 1941: Stairs to the Roof (Treppe nach oben)
- 1944: The Glass Menagerie (Die Glasmenagerie. Ein Spiel der Erinnerung)
- 1946: The Last of My Solid Gold Watches
- 1947: A Streetcar Named Desire (Endstation Sehnsucht)
- 1948: Summer and Smoke (Sommer und Rauch)
- 1950: The Rose Tattoo (Die tätowierte Rose)
- 1953: Camino Real
- 1955: Cat on a Hot Tin Roof (Die Katze auf dem heißen Blechdach)
- 1955: 27 Waggons Full of Cotton (27 Waggons Baumwolle). Diente als Basis für den Film Baby Doll aus dem Jahre 1956.
- 1957: Orpheus Descending (Orpheus steigt herab)
- 1958: Suddenly, Last Summer (Plötzlich letzten Sommer)
- 1959: Sweet Bird of Youth (Süßer Vogel Jugend, 1961, verschiedene Neuübersetzungen auch unter anderen Titeln wie Süßer Vogel Jugend; Zeit der Anpassung oder Hochpunkt über einer Höhle, 1962, oder Forever Young, 2003)
- 1959: Period of Adjustment (Zeit der Anpassung)
- 1961: The Night of the Iguana (Die Nacht des Leguan)
- 1963: The Milk Train Doesn't Stop Here Anymore (Filmadaption: Brandung, 1968)
- 1964: Eccentricities of a Nightingale
- 1969: In the Bar of a Tokyo Hotel (In einer Hotelbar in Tokio, 1970)

### Romane
- 1950: The Roman Spring of Mrs. Stone (Mrs. Stone und ihr römischer Frühling)
- 1975: Moise and the World of Reason (Moise und die Welt der Vernunft)

### Erzählungen
- Glasporträt eines Mädchens. Zwölf Erzählungen. Übers. Elga Abramowitz, Paridam von dem Knesebeck, Hellmut Jaesrich. Aufbau, Berlin 1976 u.ö.[7]

### Autobiografie
- 1975: Memoirs („Memoiren“, Aus dem Amerikanischen von Kai Molvig. Mit zahlreichen Fotos. dt. 1977, S. Fischer, Frankfurt am Main, ISBN 3-10-092205-0 / 1979, ISBN 3-596-22185-4)

## Filmografie
Drehbücher
- 1956: Baby Doll – Begehre nicht des anderen Weib (Baby Doll)
- 1959: Plötzlich im letzten Sommer (Suddenly, Last Summer) (& Vorlage)
- 1960: Der Mann in der Schlangenhaut (The Fugitive Kind) (& Vorlage)

Literarische Vorlage
- 1950: Die Glasmenagerie (The Glass Menagerie)
- 1951: Endstation Sehnsucht (A Streetcar Named Desire)
- 1955: Die tätowierte Rose (The Rose Tattoo)
- 1958: Die Katze auf dem heißen Blechdach (Cat on a Hot Tin Roof)
- 1961: Sommer und Rauch (Summer and smoke)
- 1961: Der römische Frühling der Mrs. Stone (The Roman spring of Mrs. Stone)
- 1962: Süßer Vogel Jugend (Sweet Bird of Youth)
- 1962: Zeit der Anpassung (Period of adjustment) – Regie: George Roy Hill – (mit Jane Fonda)
- 1964: Die Nacht des Leguan (The Night of the Iguana)
- 1966: Dieses Mädchen ist für alle (This property is condemned) – Regie: Sydney Pollack (mit Robert Redford und Natalie Wood)
- 1967: Brandung (Boom) – Regie: Joseph Losey – nach dem Bühnenstück „The Milk Train doesn’t stop here anymore“ und der Kurzgeschichte „Man, bring this up Road“
- 1969: Blutsverwandte (The Last of the mobile Hotshots) – Regie: Sidney Lumet – (mit James Coburn, Lynn Redgrave)
- 1973: Die Glasmenagerie (The Glass Menagerie) – Regie: Anthony Harvey – (mit Katharine Hepburn)
- 1984: Endstation Sehnsucht (A Streetcar named desire) (Fernsehfilm)
- 1987: Die Glasmenagerie (The Glass Menagerie)
- 1989: Süßer Vogel Jugend (Sweet Bird of Youth) – Regie: Nicolas Roeg – (mit Elizabeth Taylor)
- 1990: Orpheus steigt herab (Orpheus Descending) – Regie: Peter Hall
- 1995: Endstation Sehnsucht (A Streetcar Named Desire) – Regie: Glenn Jordan
- 2001: The Yellow Bird – Regie: Faye Dunaway – (mit Brenda Blethyn und James Coburn)
- 2003: The Roman Spring of Mrs. Stone – Regie: Robert Allan Ackerman – (mit Helen Mirren, Olivier Martinez und Anne Bancroft)